# Sorabistika

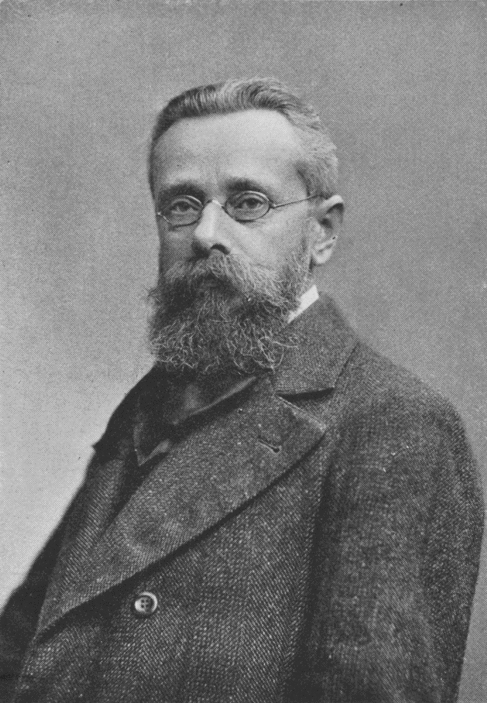
Adolf Černý, zakladatel české sorabistiky

Sorabistika je filologický obor, který se zabývá literaturou a jazykem Lužických Srbů, slovanského národa žijícího ve východním Německu.
Sorabistika se vyučuje v Lipsku, Postupimi, Varšavě a ve Lvově.
Sorabistické přednášky na Filozofické fakultě Univerzity Karlovy byly pořádány od roku 1901. V roce 1933 byla zřízena (dnes již samostatně neexistující) katedra sorabistiky a prvním profesorem v oboru sorabistiky se stal Josef Páta. V současné době (2020) sorabistika jako obor není v Česku vypisována, na katedře středoevropských studií FF UK probíhá sorabistická výuka formou volitelných předmětů (jazykový kurz a nějaký předmět o kultuře nebo dějinách Lužických Srbů).